# مک‌گینتی بزرگ
مک‌گینتی بزرگ یک فیلم در ژانر نقد سیاسی و ساخته ۱۹۴۰ به کارگردانی پرستون استرجیس است. این اولین فیلم استرجس در مقام کارگردانی بود.